# Parafia św. Antoniego w Zabrzu
Parafia Świętego Antoniego w Zabrzu – parafia metropolii katowickiej, diecezji gliwickiej, dekanatu zabrzańskiego Kościoła katolickiego obrządku łacińskiego. Powstała w 1937 roku.